# Zulmiro de Carvalho
Zulmiro Neves de Carvalho es un escultor portugués nacido en 1940.

## Datos biográficos

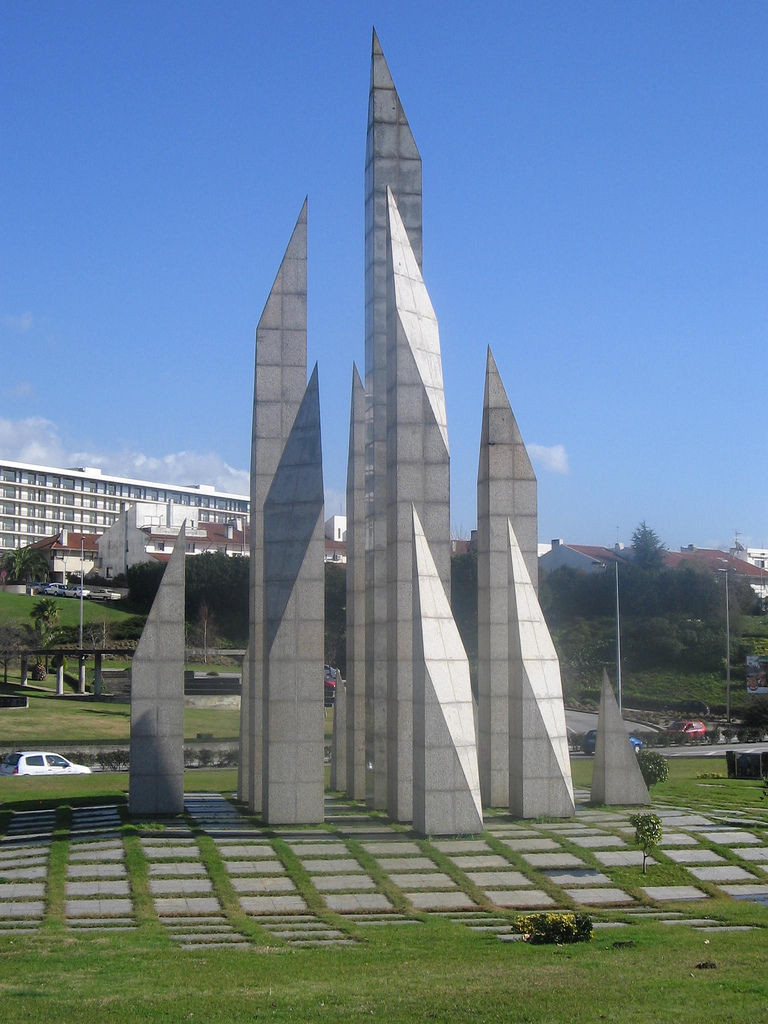
Monumento a la Comunidad de Maia (Portugal) en la Av. Visconde Barreiros.

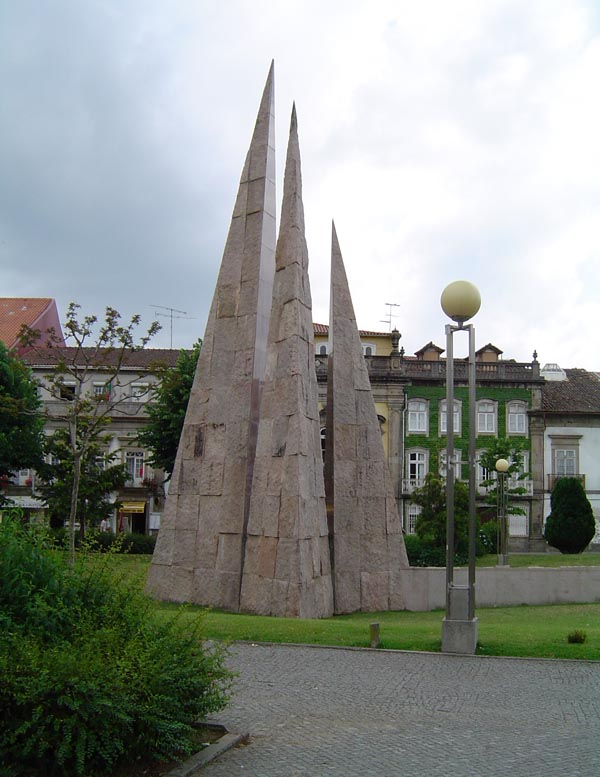
Pirámides de Braga, Monumento a Juan Pablo II.

Se graduó en escultura en la Escuela de Bellas Artes de Oporto en 1968. Como estudiante, participó en exposiciones fuera de la escuela con trabajoo en los que ya se identifican algunas características clave de las etapas más maduras de su trabajo, incluyendo la escultura depurada de formas geométricas y materiales simples.
A principios de la década de 1970, estudió en St. Martin's School of Art ,  en Londres, donde el profundiza en el  concepto de la integración de la escultura en el espacio de vida, a menudo traducido en obras de vocación monumental , aunque en dimensiones reducidas.
En la mayoría de sus esculturas, su trabajo permanece en el estadio o nivel de proyecto, dejando su realización a  técnicos especialistas . Se percibe una sensibilidad a la textura de las piedras, a las líneas y los granulados de la madera y las huellas de la corrosión de los metales.
El diseño es una actividad  distinta y autónoma de la escultura .  Sin embargo, los soportes y materiales de calidad en su materialidad y simples en su naturaleza, el grosor de las líneas y la fuerza del gesto que requieren o implican , ponen en evidencia unos procesos físicos asociados tradicionalmente con la práctica de la escultura.  La escala de su escultura está también incorporada en sus diseños, especialmente en la serie presentada en 1983 en la XVII Bienal de Sao Paulo, ampliamente difundidos por la Universidad de Porto en 2004.
La selección de la madera que sirve de soporte a las esculturas está también seleccionada teniendo en cuenta la calidad y riqueza de betas que presenta. Los trazos de lápiz trazados de forma armoniosa y con gestos vigorosos y amplios establecen la tensión entre la madera y el grafito. También utiliza los trazos aislados, individualizados  en sus obras.

## Obras
Las obras de Zulmiro de Carvalho pueden encontrarse en Oporto (Jardín de S. Lázaro, Banco BCP , Cementerio Prado do Repouso y en el Mercado ), en Figueira da Foz (Parque Abadías ), en Lisboa (Metro, edificio de la Caixa Geral de Depósitos y en el de la Companhia Portuguesa Rádio Marconi), en Braga (monumento a Juan Pablo II), en las islas Azores (Parlamento Legislativo y Regional , Capilla del Santíssimo Sacramento , Santuario de Fátima ), en Matosinhos (rotonda Exponor y ayuntamiento), en Maia (Avenida Visconde de Barreiros ), en Caldas da Rainha, en Trafaria(Onda de Abril 2001); en muchas colecciones (incluyendo la Fundación Calouste Gulbenkian y la Secretaría de Estado para la Cultura de Portugal, en Lisboa; la Fundación Serralves, en Oporto; en el Museo Moderno Internacional de Escultura , en Santo Tirso; en el Museo Municipal Amadeo de Souza-Cardoso , en Amarante), una escultura en  Carlos Assumpção Lane, en Macau; en el British Museum, en Londres, etc.
Una exposición retrospectiva se presentó en la galería AMIarte en 2009.